# Емил Петров (критик)
Вижте пояснителната страница за други личности с името Емил Петров.
Емил Томов Петров е български литературен и кинокритик.

## Биография
Роден е на 5 август 1924 г. в Харманли. Завършва гимназия в София (1942) и право в Софийския университет (1949).
Уредник, редактор и завеждащ на отдел „Критика“ във в. „Литературен фронт“ (1947-1948, 1953-1958). Работи в Сценарната комисия на Българска кинематография (1949-1952). Главен редактор на сп. „Киноизкуство“ (1955-1990).
Председател на Съюза на кинодейците в България (15 март 1963 – 7 юни 1965), първи заместник-председател (13 март 1970 – 21 май 1976) и заместник-председател на Съюза на българските филмови дейци (СБФД) (21 май 1976 – 7 април 1989). Автор на повече от 10 книги, свързани с киноизкуството. Удостоен със званието Народен деятел на културата (май 1978).
Умира през 2002 г. в София.

## Творчество
За първи път печата през 1938 г. във в. „Заря“. Сътрудничи на сп. „Златорог“.
Съставител на сборниците „Въпроси на съвременната българска литература“ (1955), „Избрани български сценарии“ (1961, 1971, 1978), „Сборник литературни сценарии“ (1967), „Избрани сценарии на световното кино“ (1968-1969), „Игра на дявола: Киноизкуство на упадъка и реакцията“ (1970), „Фасада и реалност“ (1971) и „Мисли за киноизкуството“ (1972-1973).
Редактор на издания на Никола Вапцаров и Веселин Ханчев.

## Награди
- Орден „Кирил и Методий“ I степен